# Zlatni globus za najbolju glumicu – drama
Zlatni globus za najbolju glumicu - drama koji dodjeljuje organizacija Hollywood Foreign Press prvi je put kao posebna kategorija dodijeljen 1951. Prije toga je postojala jedinstvena nagrada za "najbolju glumicu na filmu", ali je ona podijeljena pa je tako nastao Zlatni globus za najbolju glumicu – komedija ili mjuzikl.

## Dobitnice i nominirane

### 1940-e
| Godina | Dobitnica film                             | Nominirane                     |
| ------ | ------------------------------------------ | ------------------------------ |
| 1943.  | Jennifer Jones – Bernadettina pjesma       |                                |
| 1944.  | Ingrid Bergman – Plinsko svjetlo           |                                |
| 1945.  | Ingrid Bergman – Zvona Svete Marije        |                                |
| 1946.  | Rosalind Russell – Sestra Kenny            |                                |
| 1947.  | Rosalind Russell – Korota pristaje Elektri |                                |
| 1948.  | Jane Wyman – Johnny Belinda                |                                |
| 1949.  | Olivia de Havilland – Nasljednica          | Deborah Kerr – Edward, moj sin |

### 1950-e
| Godina | Dobitnica film                             | Nominirane |
| ------ | ------------------------------------------ | --- |
| 1950.  | Gloria Swanson – Bulevar sumraka           | Bette Davis – Sve o Evi Judy Holliday – Jučer rođena |
| 1951.  | Jane Wyman – Plavi veo                     | Vivien Leigh – Tramvaj zvan čežnja Shelley Winters – Mjesto pod suncem                                                                                     |
| 1952.  | Shirley Booth – Vrati se, mala Shebo       | Joan Crawford – Iznenadni strah Olivia de Havilland – Moja rođakinja Rachel                                                                                |
| 1953.  | Audrey Hepburn – Praznik u Rimu            | |
| 1954.  | Grace Kelly – Provincijalka                | |
| 1955.  | Anna Magnani – Tetovirana ruža             | |
| 1956.  | Ingrid Bergman – Anastazija                | Caroll Baker – Baby Doll Helen Haves – Anastazija Audrey Hepburn – Rat i mir Katharine Hepburn – Čudotvorac                                                |
| 1957.  | Joanne Woodward – Tri Evina lica           | Marlene Dietrich – Svjedok optužbe Deborah Kerr – Nebo zna, gospodine Allison Anna Magnani – Divlji vjetar Eva Marie Saint – Šešir pun kiše                |
| 1958.  | Susan Hayward – Želim živjeti!             | Ingrid Bergman – Svratište šeste sreće Deborah Kerr – Odvojeni stolovi Shirley MacLaine – Odvojeni stolovi Jean Simmons – Kući prije mraka                 |
| 1959.  | Elizabeth Taylor – Iznenada, prošlog ljeta | Audrey Hepburn – Priča o opatici Katharine Hepburn – Iznenada, prošlog ljeta Lee Remick – Anatomija jednog umorstva Simone Signoret – Put u visoko društvo |

### 1960-e
| Godina | Dobitnica film                            | Nominirane |
| ------ | ----------------------------------------- | --- |
| 1960.  | Greer Garson – Svitanje u Campobellu      | Doris Day – Ponoćna čipka Nancy Kwan – Svijet Suzie Wong Jean Simmons – Elmer Gantry Elizabeth Taylor – Butterfield 8 |
| 1961.  | Geraldine Page – Ljeto i dim              | Leslie Caron – Fanny Shirley MacLaine – Dječji sat Claudia McNeil – Grožđice na suncu Natalie Wood – Sjaj u travi |
| 1962.  | Geraldine Page – Slatka ptica mladosti    | Anne Bancroft – Čudotvorka Bette Davis – Što se dogodilo Baby Jane? Katharine Hepburn – Dugo putovanje u noć Glynis Johns – Izvještaj Chapman Lee Remick – Dani vina i ruža Susan Strasberg – Pustolovine jednog mladića Shelley Winters – Lolita Susannah York – Freud |
| 1963.  | Leslie Caron – Soba u obliku slova L      | Polly Bergen – Stanodavac Geraldine Page – Igračke na tavanu Rachel Roberts – Sportski život Romy Schneider – Kardinal Alida Valli – Čovjek od papira Marina Vlady – Bračni krevet Natalie Wood – Ljubav s potpunim neznancem                                           |
| 1964.  | Anne Bancroft – The Pumpkin Eater         | Ava Gardner – Noć iguane Rita Hayworth – Svijet cirkusa Geraldine Page – Igračke na tavanu Jean Seberg – Lillith |
| 1965.  | Samantha Eggar – Kolekcionar              | Julie Christie – Darling Elizabeth Hartman – A Patch of Blue Simone Signoret – Brod luđaka Maggie Smith – Othello |
| 1966.  | Anouk Aimée – Jedan muškarac i jedna žena | Ida Kaminska – Shop On Main Street Virginia McKenna – Rođena slobodna Elizabeth Taylor – Tko se boji Virginije Woolf? Natalie Wood – Prokleti posjed |
| 1967.  | Edith Evans – Šaptači                     | Faye Dunaway – Bonnie i Clyde Katharine Hepburn – Pogodi tko dolazi na večeru Audrey Hepburn – Sama u tami Anne Heywood – Lisica |
| 1968.  | Joanne Woodward – Rachel, Rachel          | Mia Farrow – Rosemaryna beba Katharine Hepburn – Zima jednog lava Vanessa Redgrave – Isadora Beryl Reid – The Killing of Sister George |
| 1969.  | Geneviève Bujold – Anne od tisuću dana    | Jane Fonda – Konje ubijaju, zar ne? Liza Minnelli – The Sterile Cuckoo Jean Simmons – Sretni završetak Maggie Smith – Najbolje doba gospođice Jean Brodie |

### 1970-e
| Godina | Dobitnica film                                  | Nominirane |
| ------ | ----------------------------------------------- | --- |
| 1970.  | Ali MacGraw – Ljubavna priča                    | Faye Dunaway – Puzzle Of a Downfall Child Glenda Jackson – Zaljubljene žene Melina Mercouri – Obećanje u zoru Sarah Miles – Ryanova kći                 |
| 1971.  | Jane Fonda – Klute                              | Dyan Cannon – Tako dobri prijatelji Glenda Jackson – Nedjelja, krvava nedjelja Vanessa Redgrave – Marija, škotska kraljica Jessica Walter – Jeza u noći |
| 1972.  | Liv Ullman – Emigranti                          | Diana Ross – Dama pjeva blues Cicely Tyson – Sounder Tuesday Weld – Play It As It Lays Joanne Woodward – Utjecaj gama zraka na sablasne nevene          |
| 1973.  | Marsha Mason – Cinderella Liberty               | Ellen Burstyn – Egzorcist Barbra Streisand – Djevojka koju sam volio Elizabeth Taylor – Pepelnica Joanne Woodward – Ljetne želje, zimski snovi          |
| 1974.  | Gena Rowlands – Žena pod utjecajem              | Ellen Burstyn – Alice više ne stanuje ovdje Faye Dunaway – Kineska četvrt Valerie Perrine – Lenny Liv Ullman – Prizori iz bračnog života                |
| 1975.  | Louise Fletcher – Let iznad kukavičjeg gnijezda | Karen Black – Sjaj i bijeda Hollywooda Faye Dunaway – Tri kondorova dana Marilyn Hassett – Druga strana planine Glenda Jackson – Hedda                  |
| 1976.  | Faye Dunaway – TV mreža                         | Glenda Jackson – Nevjerojatna Sarah Sylvia Miles – The Sailor Who Fell From Grace With the Sea Talia Shire – Rocky Liv Ullman – Licem u lice            |
| 1977.  | Jane Fonda – Julia                              | Anne Bancroft – Životna prekretnica Diane Keaton – Tražeći g. Goodbara Kathleen Quinlan – I Never Promised You a Rose Garden Gena Rowlands – Premijera  |
| 1978.  | Jane Fonda – Povratak veterana                  | Ingrid Bergman – Jesenja sonata Jill Clayburgh – Neudana žena Glenda Jackson – Stevie Geraldine Page – Interijeri                                       |
| 1979.  | Sally Field – Norma Rae                         | Jill Clayburgh – Mjesec Lisa Eichborn – Yanks Jane Fonda – Kineski sindrom Marsha Mason – Obećanja u mraku                                              |

### 1980-e
| Godina | Dobitnica film                                                                                | Nominirane |
| ------ | --------------------------------------------------------------------------------------------- | --- |
| 1980.  | Mary Tyler Moore – Obični ljudi                                                               | Ellen Burstyn – Uskrsnuće Nastassja Kinski - Tess Deborah Raffin – Touched By Love Gena Rowlands – Gloria                        |
| 1981.  | Meryl Streep – Žena francuskog poručnika                                                      | Sally Field – Bez zlobe Katharine Hepburn – Ljetnikovac na Zlatnom jezeru Diane Keaton – Crveni Sissy Spacek – Raggedy Man       |
| 1982.  | Meryl Streep – Sofijin izbor                                                                  | Diane Keaton – Shoot the Moon Jessica Lange – Frances Sissy Spacek – Nestao Debra Winger – Časnik i gospodin                     |
| 1983.  | Shirley MacLaine – Vrijeme nježnosti                                                          | Jane Alexander – Oporuka Bonnie Bedelia – Heart Like a Wheel Meryl Streep – Silkwood Debra Winger – Vrijeme nježnosti            |
| 1984.  | Sally Field – Mjesto u srcu                                                                   | Diane Keaton – Gospođa Soffel Jessica Lange – Zemlja Vanessa Redgrave – Bostonci Sissy Spacek – Rijeka                           |
| 1985.  | Whoopi Goldberg – Boja purpura                                                                | Anne Bancroft – Agnes od Boga Cher – Maska Geraldine Page – Putovanje u Bountiful Meryl Streep – Moja Afrika                     |
| 1986.  | Marlee Matlin – Djeca manjeg boga                                                             | Julie Andrews – Duet za jedno Anne Bancroft – Noć, majko Farrah Fawcett – Ekstremiteti Sigourney Weaver – Aliens                 |
| 1987.  | Sally Kirkland – Anna                                                                         | Glenn Close – Fatalna privlačnost Faye Dunaway – Barska mušica Rachel Levin – Gaby: A True Story Barbra Streisand – Nuts         |
| 1988.  | Jodie Foster – Optužena Shirley MacLaine – Madame Sousatzka Sigourney Weaver – Gorile u magli | Christine Lahti – Na izmaku snaga Meryl Streep – Plač u tami                                                                     |
| 1989.  | Michelle Pfeiffer – Fantastična braća Baker                                                   | Sally Field – Čelične magnolije Jessica Lange – Glazbena kutija Andie MacDowell – Seks, laži i videovrpce Liv Ullman – Ružičnjak |

### 1990-e
| Godina | Dobitnica film                     | Nominirane |
| ------ | ---------------------------------- | --- |
| 1990.  | Kathy Bates – Misery               | Anjelica Huston – Varalice Michelle Pfeiffer – Ruska kuća Susan Sarandon – Bijela palača Joanne Woodward – Gospodin i gospođa Bridge            |
| 1991.  | Jodie Foster – Kad jaganjci utihnu | Annette Bening – Bugsy Geena Davis – Thelma i Louise Laura Dern – Rascvjetala ruža Susan Sarandon – Thelma i Louise                             |
| 1992.  | Emma Thompson – Howards End        | Mary McDonnell – Passion Fish Michelle Pfeiffer – Ljubavno polje Susan Sarandon – Lorenzovo ulje Sharon Stone – Sirove strasti                  |
| 1993.  | Holly Hunter – Glasovir            | Juliette Binoche – Tri boje: Plavo Michelle Pfeiffer – Doba nevinosti Emma Thompson – Na kraju dana Debra Winger – Opasna žena                  |
| 1994.  | Jessica Lange – Plavo nebo         | Jodie Foster – Nell Jennifer Jason Leigh – Mrs. Parker and the Vicious Circle Miranda Richardson – Tom i Viv Meryl Streep – Divlja rijeka       |
| 1995.  | Sharon Stone – Casino              | Susan Sarandon – Odlazak u smrt Elizabeth Shue – Napuštajući Las Vegas Meryl Streep – Mostovi okruga Madison Emma Thompson – Razum i osjećaji   |
| 1996.  | Brenda Blethyn – Tajne i laži      | Courtney Love – Narod protiv Larryja Flinta Meryl Streep – Marvinova soba Kristin Scott Thomas – Engleski pacijent Emily Watson – Lomeći valove |
| 1997.  | Judi Dench – Gospođa Brown         | Helena Bonham Carter – Preljubnici Jodie Foster – Kontakt Jessica Lange – Darovi mržnje Kate Winslet – Titanic                                  |
| 1998.  | Cate Blanchett – Elizabeta         | Fernanda Montenegro – Glavni kolodvor Susan Sarandon – Pomajka Meryl Streep – One True Thing Emily Watson – Hilary i Jackie                     |
| 1999.  | Hilary Swank – Dečki ne plaču      | Annette Bening – Vrtlog života Julianne Moore – Kraj ljubavne priče Meryl Streep – Glazba mog srca Sigourney Weaver – Karta svijeta             |

### 2000-e
| Godina | Dobitnica film                            | Nominirane |
| ------ | ----------------------------------------- | --- |
| 2000.  | Julia Roberts – Erin Brockovich           | Björk – Ples u tami Joan Allen – Kandidat Ellen Burstyn – Rekvijem za snove Laura Linney – Možeš računati na mene                                                         |
| 2001.  | Sissy Spacek – U zamci                    | Halle Berry – Monster's Ball Judi Dench – Iris Nicole Kidman – Uljezi Tilda Swinton – Ljubav bez izlaza                                                                   |
| 2002.  | Nicole Kidman – Sati                      | Salma Hayek – Frida Diane Lane – Nevjerna Julianne Moore – Daleko od raja Meryl Streep – Sati                                                                             |
| 2003.  | Charlize Theron – Čudovište               | Cate Blanchett – Veronica Guerin Scarlett Johansson – Djevojka s bisernom naušnicom Nicole Kidman – Studengora Uma Thurman – Kill Bill Vol. 1 Evan Rachel Wood – Trinaest |
| 2004.  | Hilary Swank – Djevojka od milijun dolara | Scarlett Johansson – Ljubavna pjesma za Bobbyja Longa Nicole Kidman – Rođenje Imelda Staunton – Vera Drake Uma Thurman – Kill Bill Vol. 2                                 |
| 2005.  | Felicity Huffman – Transamerica           | Maria Bello – Povijest nasilja Gwyneth Paltrow – Dokaz Charlite Theron – Sjeverna zemlja Ziyi Zhang – Memoari jedne gejše                                                 |
| 2006.  | Helen Mirren – Kraljica                   | Penélope Cruz – Vraćam se Judi Dench – Bilješke o skandalu Maggie Gyllenhaal – SherryBaby Kate Winslet – Mala djeca                                                       |
| 2007.  | Julie Christie – Daleko od nje            | Cate Blanchett – Zlatne godine kraljice Elizabete Jodie Foster – Neustrašiva Angelina Jolie – Veliko srce Keira Knightley – Okajanje                                      |
| 2008.  | Kate Winslet – Put oslobođenja            | Anne Hathaway – Rachel se udaje Angelina Jolie – Zamjena Kristin Scott Thomas – Voljela sam te tako dugo Meryl Streep – Sumnja                                            |
| 2009.  | Sandra Bullock – The Blind Side           | Emily Blunt – The Young Victoria Helen Mirren – The Last Station Carey Mulligan – Sve o jednoj djevojci Gabourey Sidibe – Precious                                        |

### 2010-e
| Godina | Dobitnica film                                    | Nominirane |
| ------ | ------------------------------------------------- | --- |
| 2010.  | Natalie Portman – Crni labud                      | Halle Berry – Frankie & Alice Nicole Kidman – Zečja rupa Jennifer Lawrence – Zimska kost Michelle Williams – Blue Valentine                 |
| 2011.  | Meryl Streep – Čelična dama                       | Glenn Close – Albert Nobbs Viola Davis – Služavke Rooney Mara – Muškarci koji mrze žene Tilda Swinton – We Need to Talk About Kevin         |
| 2012.  | Jessica Chastain – Trideset minuta poslije ponoći | Marion Cotillard – Hrđa i kost Helen Mirren – Hitchcock Naomi Watts – The Impossible Rachel Weisz – The Deep Blue Sea                       |
| 2013.  | Cate Blanchett – Tužna Jasmine                    | Sandra Bullock – Gravitacija Judi Dench – Philomena Emma Thompson – Spašavajući g. Banksa Kate Winslet – Praznik rada                       |
| 2014.  | Julianne Moore – Još uvijek Alice                 | Jennifer Aniston – Kolač Felicity Jones – Teorija svega Rosamund Pike – Nestala Reese Witherspoon – Divljina                                |
| 2015.  | Brie Larson – Soba                                | Cate Blanchett – Carol Rooney Mara – Carol Saoirse Ronan – Brooklyn Alicia Vikander – Danska djevojka                                       |
| 2016.  | Isabelle Huppert – Ona                            | Amy Adams – Dolazak Jessica Chastain – Gospođa Sloane Ruth Negga – Loving Natalie Portman – Jackie                                          |
| 2017.  | Frances McDormand – Tri plakata izvan grada       | Jessica Chastain – Molly's Game Sally Hawkins – Oblik vode Meryll Streep – The Post Michelle Williams – Sav novac svijeta                   |
| 2018.  | Glenn Close – Žena                                | Lady Gaga – Zvijezda je rođena Nicole Kidman – Vrijeme odmazde Melissa McCarthy – Možeš li mi ikada oprostiti? Rosamund Pike – Privatni rat |